# Centola

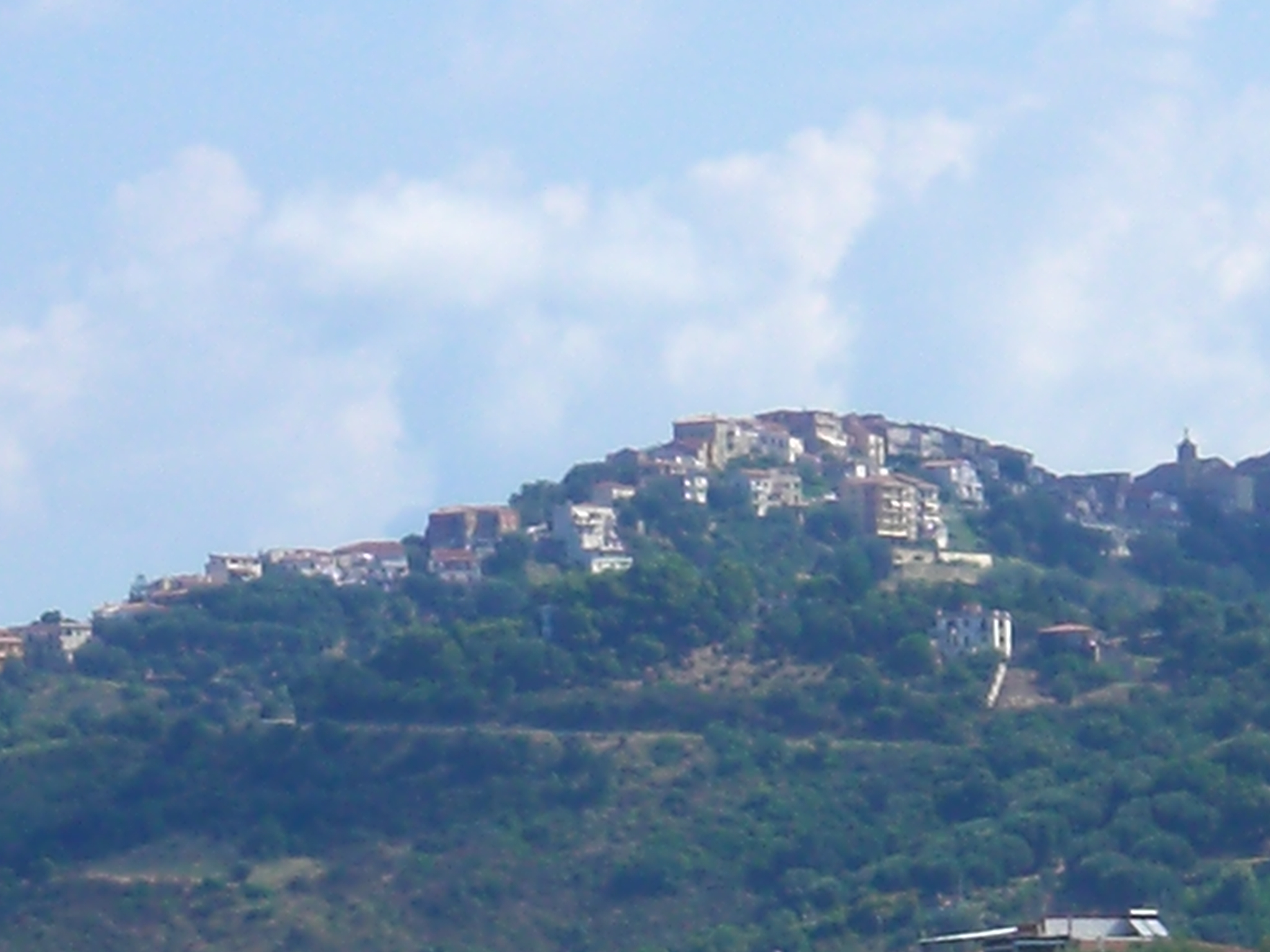
Centola

Centola is een gemeente in het Nationaal Park Cilento e Vallo di Diano aan de kust van Cilentana in de Italiaanse provincie Salerno (regio Campanië) in het zuiden van Italië en telt 5004 inwoners (31-12-2010). De oppervlakte bedraagt 47,2 km², de bevolkingsdichtheid is 106 inwoners per km².
De volgende frazioni maken deel uit van de gemeente: Forìa, Palinuro, San Nicola, San Severino.

## Bezienswaardigheden
- Castello di San Severino, kasteel
- Castello di Molpa, kasteel
- Palazzo Baronale Lupo, paleis
- Palazzo Baronale Rinaldi, paleis
- Torre Campanaria, toren
- Convento dei Cappuccini, kerk
- Chiesa di S. Nicola di Mira, kerk
- Grotten
- Cala Fetente di Capo Palinuro

## Demografie
Centola telt ongeveer 1862 huishoudens. Het aantal inwoners steeg in de periode 1991-2001 met 0,5% volgens cijfers uit de tienjaarlijkse volkstellingen van ISTAT.
| Jaar | Inwoneraantal |
| ---- | ------------- |
| 1991 | 4805          |
| 2001 | 4828          |
| 2004 | 4909          |
| 2010 | 5004          |

## Geografie
Centola grenst aan de volgende gemeenten: Camerota, Celle di Bulgheria, Montano Antilia, Pisciotta, San Mauro la Bruca.

## Verkeer en vervoer
Centola is bereikbaar vanaf Napels naar Salerno naar Battipaglia richting Sanza via de A3 en de SS 18. De dichtstbijzijnde luchthaven is de luchthaven Salerno Costa d'Amalfi in Salerno.